# Nguyễn Phúc Hồng Kiện
Nguyễn Phúc Hồng Kiện (chữ Hán: 阮福洪健; 6 tháng 5 năm 1837 – 15 tháng 7 năm 1895), tước phong An Phúc Quận vương (安福郡王), là một hoàng tử con vua Thiệu Trị nhà Nguyễn trong lịch sử Việt Nam.

## Tiểu sử
Hoàng tử Hồng Kiện sinh ngày 2 tháng 4 (âm lịch) năm Đinh Dậu (1837), là con trai thứ 10 của vua Thiệu Trị, mẹ là Nhất giai Lương phi Võ Thị Viên. Hoàng tử Hồng Kiện là anh em cùng mẹ với Gia Hưng vương Hồng Hưu (1835 – 1885), hoàng tử Hồng Bàng (1838 – 1853), hoàng tử Hồng Thụ (1842 – 1843), Đồng Phú Công chúa Ý Phương (1840 – 1915) và hoàng nữ Minh Tư (1845).
Khi còn là hoàng tử, Hồng Kiện là người có học hạnh. Năm Tự Đức thứ 5 (1852), vua anh phong cho ông làm An Phúc Quận công (安福郡公).
Năm thứ 36 (1883), vua Hiệp Hòa gia phong cho quận công Hồng Kiện làm Thường Quốc công (常國公), nhưng vua mới đăng cơ được 4 tháng thì bị quyền thần phế bỏ, nên chiếu phong của Hồng Kiện cũng bị gián đoạn. Đến khi vua Kiến Phúc lên ngôi, ông mới chính thức được nhận tước Quốc công.
Năm Đồng Khánh thứ 3 (1888), tháng 10, vua đến điện Phụng Tiên làm lễ, hoàng thân phần nhiều vắng thiếu, trong số đó có cả Hồng Kiện. Vua quở trách: "Kiện, Truyền vốn thiếu hạnh kiểm, trước được Quốc công là do may mà được, thực không cảm sợ để giữ lấy địa vị, cho giáng làm Quận công để răn, còn thì những người vắng thiếu, giao cho đình nghị". Thường Quốc công Hồng Kiện và Vinh Quốc công Hồng Truyền (hoàng tử thứ 12 của Thiệu Trị) đều bị giáng làm Quận công.
Năm Thành Thái thứ 3 (1891), vua tấn phong cho ông làm An Phúc công (安福公), cùng với quốc công Hồng Tố làm Hoằng Trị công.
Hoàng thân Hồng Kiện tính tình phóng khoáng, lấy cây cỏ làm niềm vui cho bản thân. Ông còn ưa thích các thi sĩ, văn nhân, thường cùng họ đàm luận thơ văn suốt ngày mà không chán. Về già, ông lại mang trong mình lắm bệnh tật, lại còn nghiện hút thuốc phiện. An Phúc công rất thân thiết với Hải Quốc công Miên Tằng, về vai vế là chú của An Phúc công, thường xuyên tới lui thăm nhau, tình cảm thân mật.
Ngày 23 tháng 5 (âm lịch) năm Thành Thái thứ 7 (1895), An Phúc công mất, thọ 59 tuổi. Tẩm mộ của ông được táng tại Bình An, huyện Hương Thủy (cũ), tỉnh Thừa Thiên (nay thuộc phường Trường An, Huế). Bốn năm sau khi ông mất, vua Thành Thái truy phong cho ông làm An Phúc Quận vương (安福郡王), thụy là Trang Cung (莊恭), cho dựng nhà thờ ở ấp Đông Gia, phủ Thừa Thiên (nay tọa lạc trên đường Nguyễn Du, phường Phú Cát, Huế).
An Phúc Quận vương có 12 con trai và 10 con gái. Ông được ban cho bộ chữ Củng (廾) để đặt tên cho các con cháu trong phòng. Công tử Ưng Di (1856 – ?), con trai trưởng của quận vương với người vợ thứ tên Nguyễn Văn Thị Hiền, được tập tước An Phúc Quận công. Thứ thất Nguyễn Văn thị Hiền là con gái của Nguyễn Văn Quyền, một người dân thường ở phủ Thừa Thiên.  Một trong các con trai thứ có Công tử Ưng Lê phó Chánh Sứ Thanh Hoá, được tập tước "Đình Hầu".